# Sericocomopsis quadrangula
Sericocomopsis quadrangula är en amarantväxtart som först beskrevs av Adolf Engler, och fick sitt nu gällande namn av Lopr. Sericocomopsis quadrangula ingår i släktet Sericocomopsis och familjen amarantväxter. Inga underarter finns listade i Catalogue of Life.